# Фино дел Монте
Фѝно дел Мо̀нте (на италиански: Fino del Monte; на ломбардски: Fi dol Mut, Фи дол Мут) е село и община в Северна Италия, провинция Бергамо, регион Ломбардия. Разположено е на 662 m надморска височина. Населението на общината е 1142 души (към 2017 г.).